# Street hockey

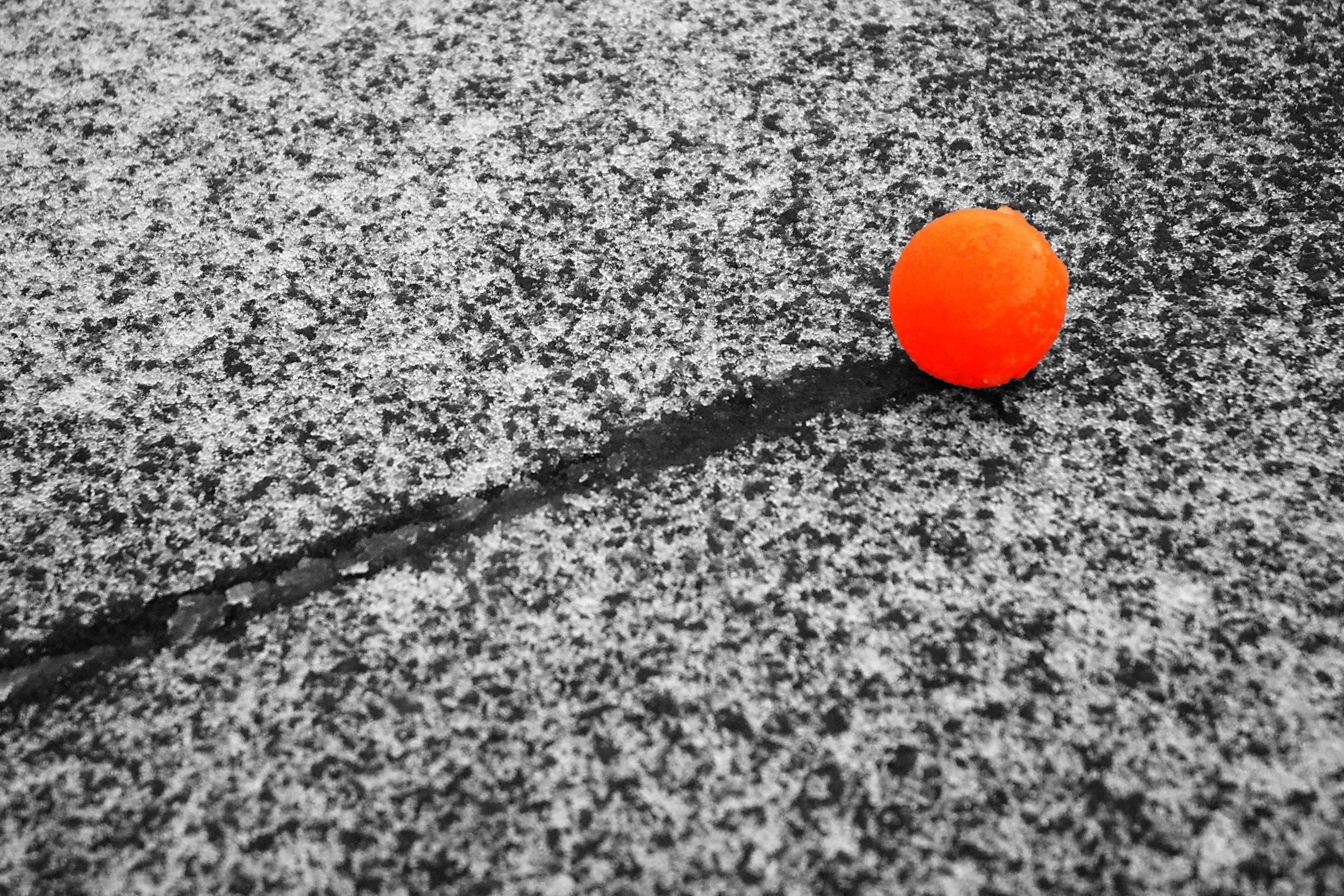
palla da street hockey

Lo street hockey, conosciuto anche come road hockey, deck hockey, ground hockey o ball hockey, è uno sport di squadra, versione dell'hockey su ghiaccio o dell'hockey in-line, giocato con o senza pattini su una superficie di asfalto. Generalmente è giocato su strade, parcheggi o campi da tennis.
È possibile giocare sia con un paleo (diverso da quello utilizzato nell'hockey su ghiaccio, che funzionerebbe solo su una strada ghiacciata) che con una palla. Generalmente lo street hockey è giocato con quasi nessun equipaggiamento protettivo, dato che contatti fisici violenti non sono comuni.
Regole e stili di gioco possono variare di area in area a seconda delle tradizioni del gruppo che gioca.

## Nei media
Nel film Fusi di testa del 1992, i due protagonisti giocano a street hockey su una strada cittadina, spostando la porta ogni volta che sopraggiunge un'automobile.